# Спортивний фільм
Спортивний фільм — жанр фільму, який використовує спорт як тему фільму. Такий фільм може висвітлювати спортивні змагання, життя окремих спортсменів (та їх спорт), або вболівальників спорту (та спорт, яким вони цікавляться). Незважаючи на це, спорт рідко є головним об'єктом сюжету таких фільмів, а зазвичай виконує насамперед алегоричну роль. Вболівальники спорту не обов'язково є цільовою демографічною групою таких фільмів, проте вони, як правило, є одними з найбільших прихильників фільмів цього жанру.